# NGC 886
NGC 886 est un amas ouvert ou un groupe d'étoiles situé dans la constellation de Cassiopée. 
Il a été découvert par l'astronome britannique John Herschel en 1829. . 